# Leopoldina Bălănuță

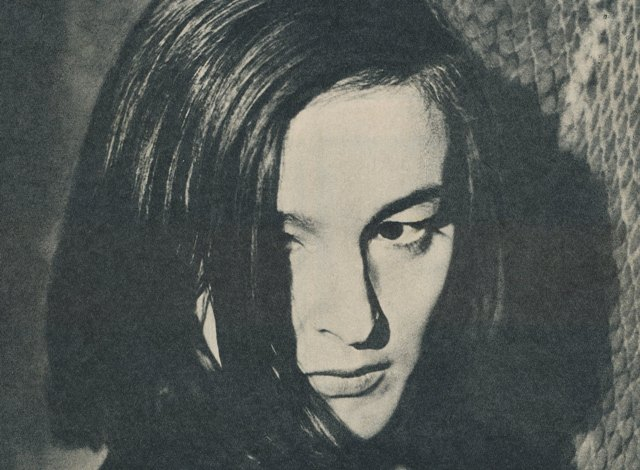
Leopoldina Bălănuță

Leopoldina Bălănuță (* 10. Dezember 1934 in Păulești, Vrancea, Rumänien; † 14. Oktober 1998 in Bukarest) war eine rumänische Schauspielerin.

## Leben
Leopoldina Bălănuță schloss 1957 ihr Schauspielstudium an der Nationaluniversität der Theater- und Filmkunst „Ion Luca Caragiale“ ab. Anschließend war sie mehrere Jahre am Theater beschäftigt, bevor sie vereinzelt beim Rumänischen Film mitspielte. Sie war hauptsächlich als Darstellerin dramatischer Figuren bekannt und spielte nur vereinzelt komödiantische Rollen.
Von 1977 bis zu ihrem Tod war sie mit dem Schauspieler Mitică Popescu verheiratet.

## Filmografie (Auswahl)
- 1963: Die Seekatze (Pisica de mare)
- 1967: Untergrund (Subteranul)
- 1973: Die Wege der Söhne (Tatăl risipitor)
- 1973: Steinhochzeit (Nunta de piatră)
- 1974: Fluch des Goldes (Duhul aurului)
- 1981: Fluch der Liebe – Fluch des Bodens (Ion: Blestemul pământului, blestemul iubirii)
- 1982: Die falsche Beschuldigung (Năpasta)
- 1982: Emilia, wir heiraten (Mult mai de preț e iubirea)
- 1992: Baum der Hoffnung (Balanța)